# Carl St. Clair
Carl Ray St. Clair (* 5. Juni 1952 in Hochheim, DeWitt County (Texas)) ist ein US-amerikanischer Dirigent und Orchesterleiter.

## Leben
St. Clair studierte  Opern- und Orchesterdirigieren bei Walter Ducloux an der University of Texas in Austin. Später setzte er sein Studium bei Gustav Meier an der University of Michigan in Ann Arbor fort. Sein weiterer Berufsweg wurde von Leonard Bernstein in Tanglewood in Massachusetts sowie Seiji Ozawa und Kurt Masur begleitet.
In den Jahren 1985 bis 1992 war St. Clair der Musikalischer Leiter des Ann Arbor Symphony Orchestra. Außerdem leitete er von 1986 bis 1991 das Cayuga Chamber Orchestra in Ithaca, New York. Anfang 1986 war er stellvertretender Dirigent beim Boston Symphony Orchestra.
St. Clair dirigierte im Januar 1990 das Pacific Symphony Orchestra in Fullerton (Kalifornien) zum ersten Mal und wurde daraufhin zum Musikalischen Direktor des Orchesters ernannt. In seiner Zeit dort führte das Pacific Symphony Orchestra unter anderem die zeitgenössischen Werke An American Requiem von Richard Danielpour, Fire Water Paper: A Vietnam Oratorio von Elliot Goldenthal mit dem Cellisten Yo-Yo Ma, die Kompositionen Radiant Voices und Postcard des Composer in Residence Frank Ticheli und die zwei Klavierkonzerte von Lukas Foss als Uraufführungen auf.
Von 1998 bis 2004 war St. Clair ständiger Gastdirigent beim SWR Radio-Sinfonieorchester Stuttgart. Dort spielte er sämtliche Sinfonien des brasilianischen Komponisten Heitor Villa-Lobos ein. In dieser Zeit und den Jahren darauf kehrte er für verschiedene Uraufführungen zeitgenössischer Musik an den Pazifik zurück. Diese waren z. B. Ballad, Dance and Fantasy von Chen Yi (UA: 10. März 2004, Pacific Symphony Orchestra, Santa Ana, Kalifornien), der Liederzyklus Canciones de Lorca von William Bolcom mit dem Tenor Plácido Domingo (UA: 15. September 2006, Pacific Symphony Orchestra, Orange County Performing Arts Center, Costa Mesa, Kalifornien) und das Choralwerk The Passion of Ramakrishna des US-amerikanischen Komponisten Philip Glass (UA: 16. September 2006, Pacific Symphony Orchestra, Orange County Performing Arts Center, Costa Mesa, Kalifornien).
In Weimar war St. Clair in den Jahren 2005 bis 2008 Generalmusikdirektor am Deutschen Nationaltheater und der Staatskapelle Weimar, bevor er 2008 an die Komische Oper in Berlin ging. Als Generalmusikdirektor leitete er die Uraufführung des Hamlet von Christian Jost mit Stella Doufexis in der Titelrolle, sowie mehrere Neuinszenierungen, z. B. La traviata mit Hans Neuenfels als Regisseur. Seinen Vertrag in Berlin beendete er 2010 vorzeitig.
Seit 2011 ist St. Clair wieder Music Director des Pacific Symphony Orchestra. In Deutschland leitete er inzwischen verschiedene Aufführungen, so zum Beispiel 2010 mit dem MDR-Sinfonieorchester Leipzig und war im Januar 2005 und im Januar 2011 Gastdirigent beim Bundesjugendorchester auf dessen Deutschland-Tourneen.

## Akademische Tätigkeit
St. Clair war an der Southern Illinois University Edwardsville tätig und lehrt heute (2012) an der University of Southern California an der USC Thornton School of Music das Fach Dirigieren.

## Ehrungen
- 1990: Seaver/National Endowment for the Arts